# Vakatakariket

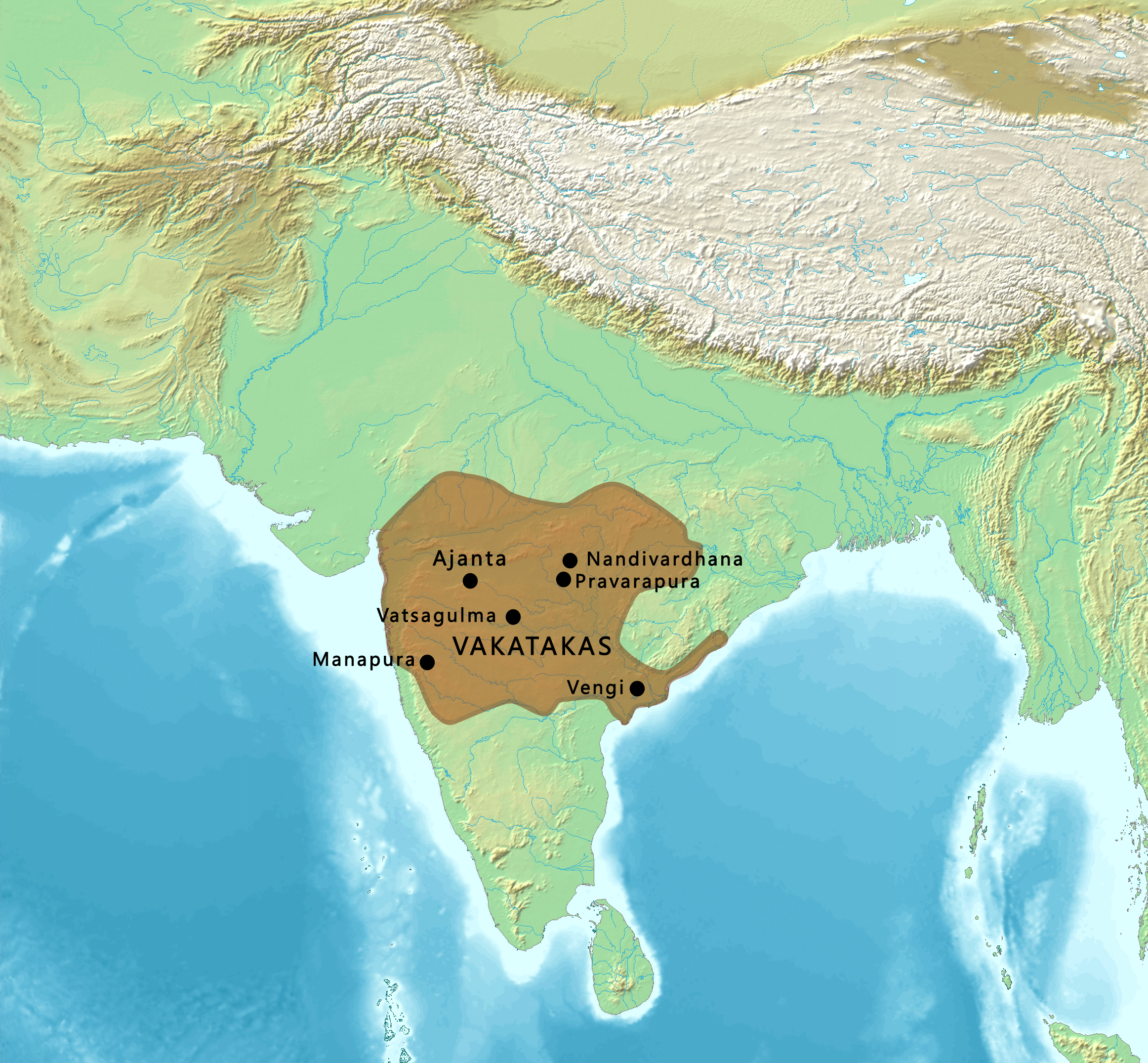
Vakatakariket

Vakatakariket var en historisk stat som låg i centrala Indien mellan 250 och 510.
Det föregicks av Satavahana, och efterträddes av Chalukyadynastin.